# Paracles fulvicollis
Paracles fulvicollis är en fjärilsart som beskrevs av George Francis Hampson 1905. Paracles fulvicollis ingår i släktet Paracles och familjen björnspinnare. Inga underarter finns listade i Catalogue of Life.